# Muddalapura, Hassan
Muddalapura là một làng thuộc tehsil Hassan, huyện Hassan, bang Karnataka, Ấn Độ.